# Hotei Arcus
L'Hotei Arcus è una struttura geologica della superficie di Titano.